# Grant Heslov
Grant Heslov est un acteur, producteur, réalisateur et scénariste américain né le 15 mai 1963 à Pittsburgh, Pennsylvanie (États-Unis).

## Filmographie

### Comme acteur

#### Cinéma
- 1985 : Natty Gann (The Journey of Natty Gann) : Parker's Gang
- 1985 : De sang-froid (The Boys Next Door) : Joe Gonzales
- 1986 : L'Affaire Chelsea Deardon (Legal Eagles) d'Ivan Reitman : Usher
- 1988 : Dangerous Curves : Wally Wilder
- 1988 : Meurtre à Hollywood (Sunset) : Le voiturier
- 1988 : Plein Pot (License to Drive) de Greg Beeman : Karl
- 1989 : Catch Me If You Can : Nevil
- 1990 : Urgences (Vital Signs) : Rick
- 1994 : True Lies : Faisil
- 1995 : Congo : Richard, l'assistant d'Elliot
- 1996 : Black Sheep : Robbie Mieghem
- 1996 : Birdcage (The Birdcage) : Le photographe du National Enquirer
- 1997 : Le Pic de Dante (Dante's Peak) : Greg, membre de l'équipe de l'USGS
- 1998 : Waiting for Woody : Josh Silver
- 1998 : Ennemi d'État (Enemy of the State) de Tony Scott : Lenny Bloom
- 1999 : Clubland (en) : Matt
- 2000 : It's a Shame About Ray : Mr. Roy
- 2002 : Bug : Gordon (guy in bug suit)
- 2002 : Le Roi scorpion (The Scorpion King) : Arpid
- 2004 : Nobody's Perfect
- 2005 : Good Night and Good Luck : Don Hewitt
- 2007 : Chacun son cinéma (film à sketchs)
- 2008 : Jeux de dupes
- 2013 : Lost Angeles de Phedon Papamichael : le producteur
- 2014 : Monuments Men (The Monuments Men) de George Clooney : le docteur

#### Télévision
- 1984 : Spencer (série télévisée) : Wayne
- 1987 : La Cinquième Dimension (The Twilight Zone) (série télévisée), épisode 18, saison 2 Time and Theresa Golowitz : Bluestone
- 1989-1990 : Arabesque (Murder She Wrote) (série télévisée), saison 6, épisode 10 : Échec et Mat
- 1991 : Columbo (série télévisée) : épisode Jeux d'ombre (Columbo and the Murder of a Rock Star) : Le technicien de laboratoire
- 1992 : Revenge of the Nerds III: The Next Generation (en) (série télévisée) : Mason
- 1994 : M.A.N.T.I.S. (série télévisée) : TV Crew
- 1997 : Dead by Midnight (série télévisée) : Le détective Mackowitz
- 2000 : Point limite (Fail Safe) (série télévisée) : Jimmy
- 2000 : X-Files (épisode Via negativa) : André Bormanis

### Comme producteur

#### Cinéma
- 2003 : Intolérable Cruauté (Intolerable Cruelty)
- 2008 : Jeux de dupes (Leatherheads)
- 2009 : Les Chèvres du Pentagone (Les hommes qui regardent les chèvres) (The Men Who Stare At Goats)
- 2010 : The American d'Anton Corbijn
- 2011 : Les Marches du pouvoir (The Ides of March) de George Clooney
- 2012 : Argo de Ben Affleck
- 2014 : Monuments Men (The Monuments Men) de George Clooney
- 2016 : Money Monster de Jodie Foster
- 2017 : Bienvenue à Suburbicon (Suburbicon) de George Clooney
- 2020 : Minuit dans l'univers (The Midnight Sky) de George Clooney
- 2021 : The Tender Bar de George Clooney
- 2022 : Ticket to Paradise d'Ol Parker
- 2023 : Ils étaient un seul homme (The Boys in the Boat) de George Clooney
- 2024 : Wolves de Jon Watts

#### Télévision
- 2005 : Unscripted (série télévisée)
- 2024 : The Agency (série TV)

### Comme réalisateur

#### Cinéma
- 1998 : Waiting for Woody
- 2002 : Par 6
- 2009 : Les Chèvres du Pentagone (The Men Who Stare At Goats)

#### Télévision
- 2005 : Unscripted (série télévisée)

### Comme scénariste
- 1998 : Waiting for Woody
- 2005 : Good Night and Good Luck de George Clooney
- 2011 : Les Marches du pouvoir (The Ides of March) de George Clooney
- 2014 : Monuments Men (The Monuments Men) de George Clooney
- 2017 : Bienvenue à Suburbicon (Suburbicon) de George Clooney

## Récompenses et distinctions
Good Night, and Good Luck
- 2005 : Satellite Awards : Satellite Award du meilleur scénario original

Les Marches du Pouvoir
- 2012 : Australian Academy of Cinema and Television Arts Awards : Meilleur scénario

Argo
- 2012 : San Diego Film Critics Society Awards : Meilleur film
- 2012 : St. Louis Film Critics Association Awards : Meilleur film
- 2012 : Phoenix Film Critics Society Awards : Meilleur film
- 2012 : Florida Film Critics Circle Awards : Meilleur film
- 2012 : Southeastern Film Critics Association Awards : Meilleur film
- 2012 : Nevada Film Critics Society Awards : Meilleur film
- 2012 : American Film Institute Awards : Parmi les dix meilleurs films de l'année
- 2012 : Houston Film Critics Society Awards : Meilleur film
- 2012 : Denver Film Critics Society Awards : Meilleur film
- 2012 : Critics' Choice Movie Awards : Meilleur film
- 2012 : Golden Globes : Meilleur film dramatique
- 2013 : Producers Guild of America Awards : Meilleur producteur de film
- 2013 : Oscar du meilleur film